# James Iwan Wolf
James Iwan Wolf (geboren als James Iwan Isaac am 14. April 1893 in Hamburg, Deutsches Reich; gestorben am 6. Juni 1981 in San Diego, Kalifornien, Vereinigte Staaten) war ein Hamburger Volkssänger und Varietéentertainer.

## Leben
Der Sohn des Hamburger Volkssängers Leopold Wolf (geboren am 6. Juni 1869 in Hamburg, gestorben am 16. Juni 1926 ebenda) erhielt eine Ausbildung zum Schreibmaschinenmechaniker. Nach seiner Tätigkeit in diesem Beruf und seinem Einsatz im Ersten Weltkrieg, den er zeitweilig in französischer Gefangenschaft verbrachte, wechselte James Iwan Wolf beim Tod seines Vaters 1926 zur musikalischen Unterhaltung und setzte mit seinem Onkel Ludwig Wolf die Arbeit des Wolf-Duos fort. Sein Onkel James Wolf hatte bereits 1906 das damalige Wolf-Trio verlassen. Die Machtergreifung durch die Nationalsozialisten erschwerte die künstlerische Arbeit der beiden jüdischen Gesangsunterhalter, und schließlich erfolgte ein Auftrittsverbot. Infolge der Reichskristallnacht im November 1938 wurde James Wolf für einen Monat in das KZ Sachsenhausen deportiert. Nach dieser Haftzeit plante er die Flucht mit seinem jüngeren Bruder Donat Wolf (geboren 30. November 1902 in Hamburg, gestorben 31. Juli 1984 in Meran) aus Hitler-Deutschland. 
James Iwan und Donat Wolf bestiegen am 26. Juli 1939 ein Schiff nach Bangkok und kamen am 20. September 1939 in Schanghai an. Dort setzten beide Wolfs unter dem Signum „Gebrüder Wolf“ ihre künstlerische Arbeit als Entertainer im „Artist Club“ fort. Außerdem knüpfte James, dessen Frau mit beider Tochter Marion dorthin nachgereist war, an seinen erlernten Beruf an und eröffnete einen kleinen Laden für Schreibmaschinenreparaturen. 1947 verließen James Iwan und Donat Wolf das von den rotchinesischen Truppen Maos bedrohte China wieder. James Iwan Wolf reiste zunächst nach Schweden weiter, wo er in Stockholm seine Kinder Peter und Hannelore wiedertraf. Schließlich reisten alle in die Vereinigten Staaten weiter. In New York arbeitete Wolf erneut als Schreibmaschinenmechaniker und trat mit Donat im „Café Rheinland“ in Manhattan sowie in der „Schwabenhalle“ in Brooklyn unter dem Signum Gebrüder Wolf auf. Zuletzt lebte James Iwan Wolf in San Diego, wo er im Juni 1981 verstarb. Auch Bruder Donat übersiedelte nach Kalifornien, ließ sich allerdings in San Francisco nieder.